# Urzejowice

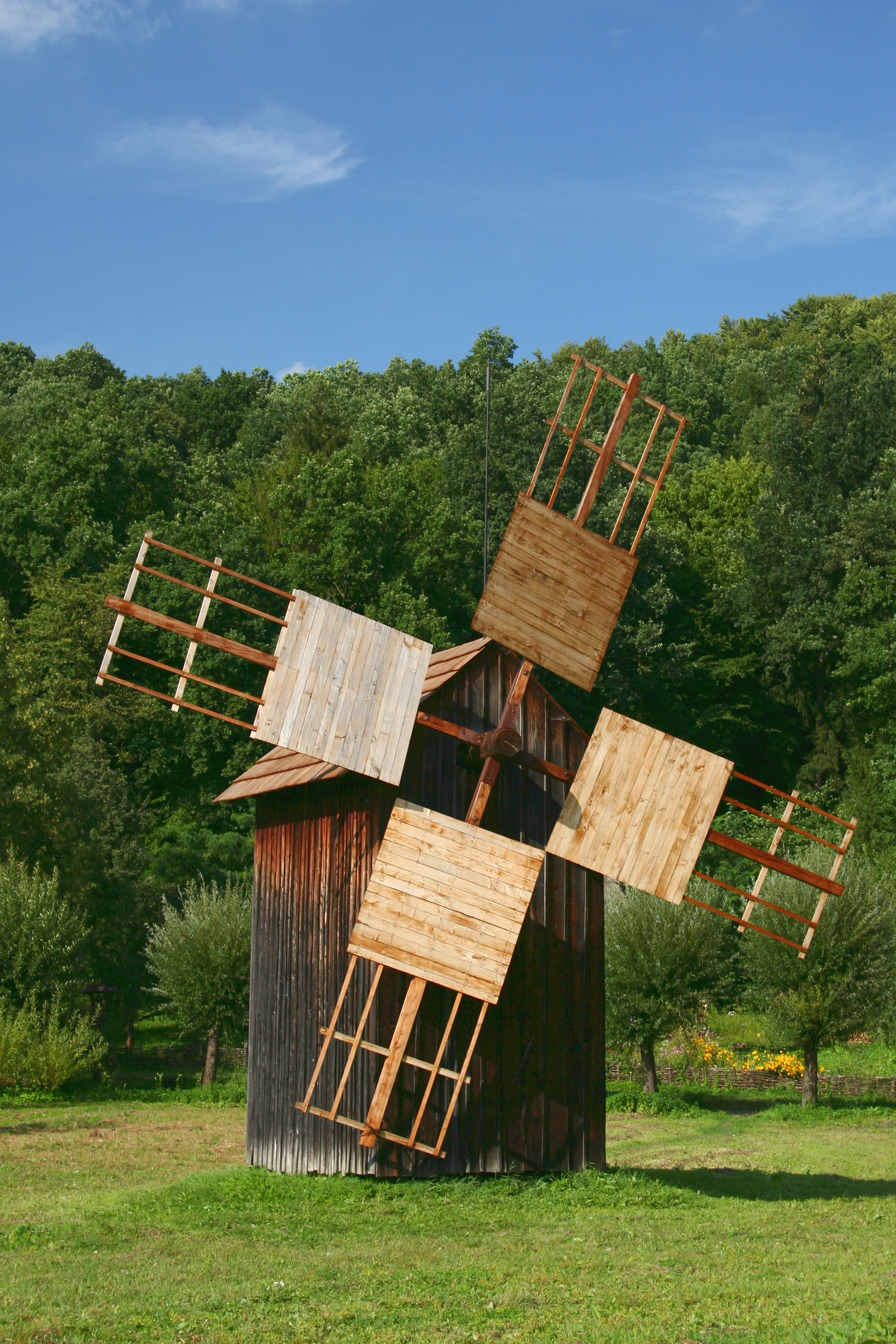
Wiatrak z Urzejowic przeniesiony do skansenu w Sanoku

Urzejowice – wieś w Polsce, położona w województwie podkarpackim, w powiecie przeworskim, w gminie Przeworsk.
Miejscowość jest siedzibą rzymskokatolickiej parafii św. Mikołaja Biskupa.
W latach 1975–1998 miejscowość położona była w województwie przemyskim.
W Urzejowicach jest przystanek wpisanej do rejestru zabytków kolei wąskotorowej mającej obecnie znaczenie turystyczne.

## Integralne części wsi
| SIMC    | Nazwa        | Rodzaj    |
| ------- | ------------ | --------- |
| 0609304 | Kąt          | część wsi |
| 0609310 | Wojciechówka | część wsi |
| 0609327 | Zagrody      | część wsi |
| 0609333 | Zarudzie     | część wsi |

Urzejowice liczą około 1850 mieszkańców i należą do większych miejscowości w gminie Przeworsk. Współcześnie zabudowa wsi dzieli się na kilka części: Zarudzie, Zagrody, Kąt, Nowy Świat, Kańczuckie.

## Położenie geograficzne[6]
Urzejowice leżą w południowo-wschodniej części Polski, na obszarze Podgórza Rzeszowskiego, które jest częścią Kotliny Sandomierskiej. 
Administracyjnie Urzejowice są częścią województwa podkarpackiego, znajdują się w południowej części gminy Przeworsk, 6 km na południe od stolicy powiatu Przeworska, przy drodze nr 835 łączącej Przeworsk z Kańczugą. 

## Historia[7]

### Archeologia ziemi przeworskiej
Badania archeologiczne prowadzone na terenie ziemi przeworskiej wykazały ślady bogatych osad, cmentarzysk, wydobyto wiele przedmiotów codziennego użytku jak i kultu.
Najstarsze ślady osadnictwa z terenu przeworskiego można datować na młodszą epokę kamienia (ok. 4500–1700 r. p.n.e.), co potwierdzają znaleziska z sąsiednich miejscowości: Gaci, Maćkówki, Gorliczyny, Jagiełły, Białoboków i innych miejscowości. W Urzejowicach znaleziono, np. tarczkę spiralną z odstającym kawałkiem drutu, pochodzącą z epoki brązu (1700-650 r. p.n.e.). Znalezisko to odkryto w rzece Mleczce, co może sugerować używanie ich do celów kultowych lub magicznych. 
Pod koniec II w. p.n.e. ukształtowała się kultura, którą określa się mianem kultury przeworskiej. Najważniejszych odkryć związanych z ludami tej kultury dokonano w sąsiedniej Gaci, gdzie odkryto ok. 180 bogato wyposażonych grobów. Osady z tego okresu odkryto także w Przeworsku (3 osady).

### Rozwój Urzejowic
Domniemywać można, że Urzejowice powstały dużo wcześniej niż następowały procesy kolonizacyjne. Są one typem wsi niwowej, zwanym owalnicą, w której wszystkie założenia tego układu są spełnione, tak więc poszczególne zagrody lokowane były dość regularnie wokół wewnętrznego, owalnego placu, zwanego "nawsiem". 
Urzejowice jako wieś niwowa, otrzymały określony kształt, poprzez wytyczenie z ogólnego areału wsi, odrębnej niwy pod przyszłą zabudowę, tzw. niwy domowej. Po podziale tej niwy na parcele budowlane pozostawał pośrodku wspólny plac wiejski. Rozmieszczenie i kształt wytyczanych parcel nadały mu kształt owalny, a jego granice wyznaczyły droga biegnąca przez dzielnicę Kąt oraz droga Przeworsk-Kańczuga. 
Z dokumentów źródłowych wynika, że w XIV wieku Urzejowice nosiły nazwę Orżewice. Poświadcza to dokument z 1367 r., wydany w związki z nabyciem przez Ottona Pileckiego, starosty ruskiego, za cenę 200 kop groszy wsi Mikulice od Rusinów Ostanki i niewymienionego z imienia Derszniaka z Orżewic. Prawdopodobnie nazwa Orzewice bądź Orzewicze odwołuje się do zaoranego pola, a z tego co wiadomo, taki właśnie był krajobraz wsi. Być może Urzejowice były już w czasie lokowania urodzajną niwą i miano to przywołuje Słowian, którzy używali prostych, prastarych imion kraju, ziem, miast, rzek odwołujących się zawsze do rzeczy materialnych, do ich własności, nigdy zaś do rzeczy nadzwyczajnych. Jedyne w swojej nazwie Orzewice zawdzięczają ją zapewne osadzonym polskim chłopom, nadającym przeróżne miana swoim wsiom.
Nazwa wsi ulegała zmianom aż do wieku XVIII, do ukształtowania się obecnego brzmienia:
Orżewice (1367), Orzewice, Orzewicze (1411), Horzewicze (1437), Orzevicze (1440), Horzouicze (1442), Orzouicze (1445), Orzewycze (1448),  Ozeuicze (1450), Orzeuicze (1450), Orzeuicze Maior et Minor (1454), Mairi Orzeuicze, Orzewicze Parwa, Orzowicze Maori, Orzewicze Minor (1460), Orzoicze, Antiqua Orzowicze, Maius Orzeuicze (1471), Horzowycze Maiori (1483), Horzewycze (1490), Orzewica Wielka (1506), Urzowycze (1545), Urzewicze (1649), Urzejowice (1727).
Urzejowice leżały pomiędzy dwoma szlakami prowadzącymi na Ruś, jeden przechodzący przez Przeworsk, drugi przez Kańczugę. Żaden z tych szlaków nie miał dużego znaczenia, aż do XIV wieku, ze względu na rolę Sandomierza, przez który prowadziła droga w bardziej korzystnych warunkach terenowych, a to dawało możliwości szybkiego przemieszczania się wojsk. Dopiero po przyłączeniu Rusi Czerwonej przez Kazimierza Wielkiego znaczenia, nie tylko handlowego, nabrały nowe połączenia ze Śląskiem.
W listopadzie 1648 właściciel tej wsi Karol Franciszek Korniakt z Żurawicy wziął udział m.in. z „niemieckimi chłopami swoich wsi” w odsieczy oblężonego przez Kozaków Przemyśla. Wieś położona w powiecie przemyskim, była własnością Jana Szomowskiego, została spustoszona w czasie najazdu tatarskiego w 1672 roku.

## Historia kościoła parafialnego[13]

### Kościół pierwszy
Pierwszymi właścicielami Urzejowic była rodzina Derszniaków z Rokietnicy, herbu Korczak. Bracia Jan i Mikołaj Derszniakowie byli fundatorami parafii - kolatorami pierwszego kościoła w Urzejowicach z 1411 r. Proboszczem nowo powstałej parafii został wybrany Seweryn z Wyszogrodu - zakonnik należący do kanoników Grobu Chrystusowego. Budynek kościoła położony był w samym centrum wioski, na niewielkim wzniesieniu, w pobliżu drogi prowadzącej z Przeworska do Dynowa. Nie zachowały się żadne źródła mówiące o tym, jak mógł wyglądać pierwszy kościół parafialny w Urzejowicach. Prawdopodobnie był to budynek o niewielkich rozmiarach i prostej konstrukcji wykonanej całkowicie z drewna. Derszniakowie dobrze opiekowali się kościołem. Świadczy o tym fakt, że wybudowana przez nich świątynia służyła parafianom przez ponad 200 lat.

### Kościół drugi
Na początku 1650 r. stan kościoła był na tyle zły, że zagrażał bezpieczeństwu parafian. Ówczesny proboszcz, ks. Tomasz Kaczorkiewicz, powziął plany budowy nowego kościoła. Z pomocą przyszedł im dziedzic Urzejowic - Jan Szomowski - trybun przemyski, który czuł się związany ciążącym na nim prawem patronatu. Własnym kosztem wybudował obok starego budynku nowy kościół. Kamień węgielny został poświęcony zgodnie z obrzędem liturgicznym w uroczystości Najświętszej Trójcy w roku 1650. W tym roku wybudowano pierwszą część kościoła wraz z zakrystią, a w roku następnym budowę zakończono. Dziedzic Urzejowic ufundował do kościoła również część wyposażenia liturgicznego (m.in. srebrny kielich mszalny) oraz 5000 złotych polskich na ulokowanie kapłana. W zamian za to kapłan zobowiązał się do odprawiania mszy św. w intencji ofiarodawcy i jego krewnych.
Wraz z upływem czasu stan kościoła pogarszał się. Już w 1834 r. ze względu na pojawiające się pęknięcia, ściany kościoła zostały wzmocnione stalowymi pasami, mającymi powstrzymać dalsze uszkodzenia. Również kasata zakonu bożogrobców z Przeworska sprawiła, że zakonnicy nie liczyli się już z przedłużaniem swojej obecności w parafii i nie planowali żadnych remontów. Obejmując w 1870 r. parafię, ks. Karol Pawłowski zastał świątynię w bardzo złym stanie. Zaniedbania widoczne były zarówno na zewnątrz, jak i wewnątrz budynku.
Z pomocą nowych właścicieli Urzejowic - Hermana i Genowefy Turnauów - ks. Pawłowski rozpoczął prace remontowe. Zakupiono nowe organy, przebudowano chór, w miejscu starej dzwonnicy wzniesiono nową. We wnętrzu kościoła dokonano licznych prac remontowych i restauracyjnych - odnowiono ołtarz główny, mocno wtedy zniszczony obraz św. Mikołaja oraz zabytkową ambonę i chrzcielnicę, które zostały przeniesione z poprzedniej świątyni. Cały kościół pomalowano. 
Pod koniec XIX w. stan świątyni i jej wielkość nie odpowiadały aktualnym potrzebom parafian. Ks. Karol Pawłowski stanął przed trudnym zadaniem rozbudowy kościoła lub budowy od podstaw nowego.

### Kościół trzeci
Po gruntownym rozważeniu problemu komitet parafialny podjął decyzję o budowie nowego kościoła. Koszt wstępnie oszacowano na 57 037 koron. Suma ta miała być rozdzielona pomiędzy wszystkich parafian, Plany i kosztorysy opracował Jan Hochberger - dyrektor budowlany we Lwowie. "Budowla tak wewnątrz jak i zewnętrz przedstawiała się pięknie, smacznie i stylowo".
Budowa nowego kościoła trwała trzy lata. Była to praca ciężka, bez odpowiednich urządzeń, powszechnych w tym czasie przy wznoszeniu tego typu budowli. Cegłę wznoszono na plecach, na specjalnie przygotowanych noszach. Problemy wystąpiły, gdy przystąpiono do budowy wyższych partii kościoła. Jedynie kilka kobiet, nieodczuwających lęku wysokości, wznosiło na plecach potrzebną cegłę do budowy wieży kościoła. Główny architekt Jan Hochberger, niestety, nie doczekał zakończenia budowy - zmarł w 1905 r. Budowę ukończono jesienią 1906 r. Poświęcenia nie doczekał również kolator i właściciel Urzejowic - Herman Turnau, który zmarł w 1906 r.
Poświęcenie kościoła - tzw. Benefitio - odbyło się dnia 9 czerwca 1907 r. Ceremonii przewodniczył Ilustrifimus Dominus Theophilus Łękowski. Do 1908 r. wnętrze kościoła było puste. Wystroju wnętrza dokonała swoją ofiarą kolatorka Genowefa Turnauowa, będąc już wdową po Hermanie, tak że w jednym roku wykonano wyposażenie prawie całego kościoła.
Konsekracja kościoła miała miejsce w 1910 r. Poprzedziła ją wizyta kanoniczna ks. bpa Józefa Sebastiana Pelczara.
W 1911 r. wykonano ogrodzenie wokół świątyni w formie żelaznych sztachetów z podmurówką. Ogrodzenie wykonał zakład ludwisarski z Miejsca Piastowego, a koszty pokryli parafianie. W tym też roku zakupiono nowe organy na chór kościelny. Fundatorką była Genowefa Turnauowa. Instrument wykonała według najnowszego systemu pneumatycznego z dwoma manualnymi pedałami, firma Rügerów z Jaegensdorfu na Śląsku. 
W czasie I wojny światowej ludność Urzejowic pozostała na miejscu. Nie było tutaj większych walk wojennych. Były małe potyczki z wycofującymi się Rosjanami w 1915 r., w czasie których kilka kul karabinowych trafiło w witraż św. Cecylii i przebiło rękę na wizerunku świętej. Jeszcze dziś można zobaczyć ślad po tym zdarzeniu, gdyż nie dało się tej skazy naprawić.
Od roku 1991, kiedy proboszczem został ksiądz Antoni Łyko, wykonano szereg prac remontowych i budowlanych przy kościele i plebanii. Wykonano m.in. nową elewację kościoła oraz pokryto dach miedzianą blachą. Wybudowano również nową plebanię
W latach 1997-2003 organistą w urzejowickim kościele parafialnym był pochodzący z Urzejowic Jan Wąsacz, urodzony 26 grudnia 1968 roku w Łańcucie.

## Zabytki
- kościół parafialny (1904–1906) wg projektu H. Hochbergera[14]
- zespół pałacowo-parkowy Turnauów, na który składa się:
  - pałac z 1887 r.
  - oficyna (koniec XIX w.) – z powodu złego stanu i groźby zawalenia w 2013 roku została zburzona
  - park krajobrazowy

## Osoby związane z miejscowością
- Józef Gołdasz (ur. 1917), pochodził z Urzejowic, porucznik Armii Krajowej, a po jej rozwiązaniu dowódca oddziału „Lwowskie Dzieci”, działającego do czerwca 1945 r. na Rzeszowszczyźnie[15][16].

## Sport
W miejscowości znajduje się klub sportowy Promyk Urzejowice, który został założony w 1959 roku. Zespół ten prowadzony obecnie przez Przemysława Laska występuje w piątym szczeblu rozgrywkowym w Polsce.